# コン (BLEACH)
コンは、漫画『BLEACH』に登場する架空のキャラクター。アニメ版の声優は真殿光昭（JFAT2004のアニメのみ、『BLEACH』原作者の久保帯人）。

## プロフィール
- 身長：27cm
- 体重：182g
- 誕生日：12月30日

## 人物

### 特色
尸魂界で作られた尖兵計画（スピアヘッド）の一環として作られた、対虚用の戦闘用改造魂魄（モッド・ソウル）。「下部強化型（アンダーポッド）」という下肢の機能が特化されたタイプの改造魂魄で、脚力が異常に強い。そのため、100m走は3秒8、垂直とびは13m56cmという記録を持つ。しかし、ぬいぐるみに入っている時は戦闘力は皆無である。
本体は丸薬の形状で肉体に入った時のみ魂魄として作用する性質であるため、普段はライオンのぬいぐるみの中に入れられているが、黒崎一護が死神代行業を行っている間は一護の肉体に入って代わりを務めている（ただし眉間にしわを寄せず、表情もどこか弱々しいので、読者側からは視覚的に判別可能。アニメでは遊子も違和感を持っていた）。名前は一護が改造魂魄（かいぞうこんぱく）から取って「カイ」と「コン」のどちらから名づけようとしたが、「カイ」だとかっこいい感じがしてムカつくとの理由で「コン」と名づけられている。入っているぬいぐるみの頭の部分は平べったく、厚さ6cmしかない。やちるに「犬まんじゅう」と呼ばれ、食べられそうになったことも。一人称は「俺様」。
劇場版3作目では、朽木ルキアを探している時に匂いを嗅いで探している描写があり、鼻も利くことが描かれた。
暗示の系統にはかからないことが作中で明らかにされており、劇場版3作目では敵の能力によって一護や浦原も含めて誰もルキアのことを覚えていなかったにもかかわらず、一人だけルキアのことを覚えていたり、アニメの番外編では催眠術が効かなく、浦原は義魂丸だからと言っていた。また、人の体だけでなく、無機質であるぬいぐるみに入っている時も涙や鼻水を流すことが出来る。
人気投票では初期は4位に食い込んでいたが、徐々に本編での出番が少なくなったことから順位は落ちていき、4回目に至っては40位までに下がった。

### 性格
本能の赴くままに走り回り、一護とは何かと衝突する。何だかんだいって一護のことは気にいっているらしく、ごくまれに思いやっている。スケベかつ巨乳好きで、ルキア以外の胸の小さな女性の名前は覚えられない。そのため、女性の胸の大きさを「盛り」（例：井上織姫の場合は「特盛り」）といって表現している。

### 過去
元々は粗悪品として浦原商店にしまわれていたのを、雨（ウルル）の手違いでルキアの手に渡る。一護の体を乗っ取り一騒動を起こし、浦原達に処分されようとしたところをルキアに引き取ってもらう。それ以降ルキアを「姐さん」と慕っている。尖兵計画（スピアヘッド）が廃止された日に生まれたが、それと同時に自分を含む改造魂魄が破棄されることになり、自分が破棄されることを恐れながら時を過ごしていた。そのため命の尊さを自覚し、人間や蟻のような小さな命までも殺さず守ろうとする。

## 活動
尸魂界篇以降は、一護とその仲間達が空座町を空けている間の動向は、主に単行本のおまけページで描かれている。原作本編では25巻を最後に全く登場していなかったが、58巻で久しぶりに登場した。

### 尸魂界篇
一護が尸魂界へ乗り込んでいる間、一護の体に入って生活していた。偶然、遊子を通じてジン太とぬいぐるみを巡っての乱闘を起こすが、仲裁に入ったテッサイによってぬいぐるみを破かれる。その後、石田雨竜に直してもらうが、後頭部が滅却師仕様になったことは未だに気づいていない。

### 破面篇
破面となったグランドフィッシャーに襲撃されたときに、一心に救出されたことで彼が死神であることを知る（その事実は一心と浦原に口止めされたため、一護には話さなかった）。一心からは初めから気付かれており、一護の肉体に入っているときに「一護」と呼ばれたことは一度もなく、一心は一護にお守りを持たしたが、それもコンを守るためのものである。
一護が織姫救出のため虚圏に乗り込んでいる間は、一護の体に入った状態で、自らの仕事に専念しなければならない浦原に強制的に協力させられ、「魂葬刑事カラクライザー」に変身して空座町を虚の手から護っている。作中での活躍では、カラクライザーの演出に振り回されたり、ぞんざいな顔の虚・ゾンザインになめられたりしていたが、最終的にはゾンザインに圧倒されている所を観音寺扮するカラクライザー・スピリッツに救われたのを最後に、文字で結末までを説明するという打ち切りに近い形で、その動向が端折られている。
空座町での藍染との決戦の間は、転界結柱によって本物の空座町に居たまま尸魂界に転送され、技術開発局の計略に嵌り、実験台として捕らえられた（アニメではアニメオリジナルの護廷十三隊侵軍篇に登場して、一護が死神の力を失うまで存在した為、おそらく一護が死神の力を失った後に捕らえられたと思われる）。その後、普段のぬいぐるみの状態にされた末に、雨（ウルル）とジン太の手術を受ける。

### 千年血戦篇
浦原の手でぬいぐるみに改造を施され、胴体から下を筋骨隆々に肥大化するように、頭部には浦原からの映像通信を受信し、目から投影する機能を追加されている。

## ぬいぐるみについて
ぬいぐるみはライオンのように見受けられるが、現在JUMP SHOP及び Mekke! でのみ販売している。トレーディング下敷きに記載された情報によると、「劇中のTV番組で日曜の朝に放送している『肉食帝国』のキャラクター人形のパチモン（偽物）である」、という裏設定が存在する。またいつもコンに異様な興味を示す茶渡泰虎（チャド）は滅多にTVを見ないが、この「肉食帝国」という番組だけはDVDを買うほどハマっている、という裏設定がある。

## 魂葬刑事カラクライザー
浦原喜助が1晩寝ながら考えた、通称「空座町を護るニューヒーロー」。容姿は白を基調にしたヘルメットとマントを身につけた姿をしている。デザインは石田雨竜が担当している（コン曰く、意図的人選ミス）。浦原曰く、ヒーローの様式美にこだわっており、もし守らなかったら感電死、及び自爆する仕組みになっている。しかも変身後にポーズを決めないと自爆する仕組みになっている。そのため、ライザービーム以外全く戦闘に役立つ機能が付いていない（浦原曰く、コンが改造魂魄だから）。ちなみに、携帯電話に使用するような家庭用充電器で充電する。
カラクライザー変身ウォッチ
カラクライザーに変身する為に必要な腕時計型変身ウォッチ。「転職」と言って赤いスイッチを押すと変身できる（浦原曰く、「変身」など違うことばを言うと感電死する仕組みになっている）。
ライザービーム
カラクライザー唯一の武器にして切り札。使用する際、体全体で「ライザー」の一文字を書いて、両手を組み前に突き出すと発射する。決まると巨大虚を一撃で倒せる程。ただし、ライザービームは1回で莫大なエネルギーを消費するため連続で使えない。
ライザーマント
ただのマント（石田曰く、通常のマントの1.5倍ヒダが多い）。

## アニメ
「ジャンプフェスタ・アニメツアー2004」で上映された『BLEACH Memories in the Rain』では、『BLEACH』原作者の久保帯人が声を担当した。
「尸魂界・救出篇」では、ドン・観音寺の口車に乗せられ、マスコットキャラの名目で空座防衛隊に参加する。「カラクラキング」のポジションに着いたが、他の面々に振り回された挙句、空座町を襲った虚を倒すために、空座防衛隊に自らを武器にされるという不運に見舞われている。
「バウント 尸魂界・強襲篇」では、狩矢たちバウントと決着をつけるために尸魂界に乗り込んだ一護達と同行している。巨乳の茶屋の娘（声 - 廣田詩夢）に一目惚れししばらく居候となるが、己の使命を思い出し一護たちと合流すべく別れることを決意。しかし、吉良イヅルと檜佐木修兵にそこの娘は男だということを知らされた時は、ショックを受け本気で落ち込んでいた。
長期にわたり破面篇が続いたことで出番が激減していたが、「破面・空座決戦篇」の冒頭に挿入された「魂葬刑事カラクライザー」シリーズの主役として登場した。原作と展開は異なり、他のカラクライザーのメンバーと共に虚要塞を引き連れた女幹部破面との戦いに挑んだ。のちに、続編が1話製作されている。
「護廷十三隊侵軍篇」では、自分と同じ改造魂魄である九条望実を何かと気遣っている。終盤では、因幡影狼佐に連れ去られた九条望実を奪還すべく、黒崎一護と浦原喜助と共に、尸魂界に乗り込んでいる。
その姿を初めて見た者は、人間、死神関係なく皆衝撃的なものを見たかのような反応をする。
テレビシリーズでは、毎回次回予告後の「死神図鑑」「死神図鑑ゴールデン」の進行役を担当していた。